# Synvaleria
Synvaleria là một chi bướm đêm thuộc họ Noctuidae.